# Justa
Justa – imię żeńskie pochodzenia łacińskiego, odpowiednik męskiego imienia Just. Oznacza "słuszna, sprawiedliwa, właściwa". Wśród świętych - św. Justa, męczennica z Sewilli, zmarła razem z siostrą Rufiną ok. 287.

Justa imieniny obchodzi 19 lipca.